# Potentilla osterhoutii
Potentilla osterhoutii là loài thực vật có hoa trong họ Hoa hồng. Loài này được (A. Nelson) J.T. Howell miêu tả khoa học đầu tiên năm 1945.